# ويل ويلسون (لاعب كرة قاعدة)
ويل ويلسون (بالإنجليزية: Will Wilson)‏ هو لاعب كرة قاعدة أمريكي، ولد في 21 يوليو 1998 في كينغز ماونتن في الولايات المتحدة.

## وصلات خارجية
- ويل ويلسون على موقع دوري كرة القاعدة الرئيسي (الإنجليزية)
- ويل ويلسون على موقعبيزبول رفرنس.كوم (الدوري الرئيسي) (الإنجليزية)
- ويل ويلسون على موقعبيزبول رفرنس.كوم (الدوري الثانوي) (الإنجليزية)
- ويل ويلسون على موقع إي إس بي إن.كوم (أم.أل.بي) (الإنجليزية)